# Nosferatu (album de Hugh Cornwell)
Pour les articles homonymes, voir Nosferatu.
Albums de Hugh Cornwell
Wolf
(1988)
Nosferatu est le premier album solo de Hugh Cornwell, alors membre des Stranglers. Sorti en 1979, il a été écrit, produit et enregistré en compagnie de Robert Williams, batteur de Captain Beefheart. Tous les titres sont du duo sauf White Room qui est une reprise de Cream et Rythmic Itch dont les paroles sont de Mark Mothersbaugh (Devo).

## Titres
1. Nosferatu
2. Losers in a Lost Land
3. White Room
4. Irate Caterpillar
5. Rythmic Itch
6. Wired
7. Big Bug
8. Mothra
9. Wrong Way Round
10. Puppets

## Musiciens
- Hugh Cornwell - guitare, basse, claviers, synthétiseur, chant
- Robert Williams - batterie, percussions, guitare, basse, piano punaise, synthétiseur, chœurs
- Ian Underwood - synthétiseur, saxophone soprano
- David Walldroop - guitare rythmique
- Mark Mothersbaugh - synthétiseur, chant
- Bob Mothersbaugh - guitare, chœurs
- Duncan Poundcake (Ian Dury) - "boniment de foire"

## Équipe de production
- Hugh Cornwell - producteur
- Robert Williams - producteur
- Joe Chicarelli - ingénieur du son
- Alain Winstanley - ingénieur du son
- Steve Churchyard - ingénieur du son